# Nordic Vikings
Die Nordic Vikings sind ein chinesischer Eishockeyclub aus Peking, der in der Saison 2005/06 in der Asia League Ice Hockey spielte.

## Geschichte
Im Jahr 2001 planten Per-Erik Holmström, CEO von Financial Hearings AB und Tommy Gustafsson, ehemaliger Vorsitzender der Svenska Hockeyligan, ein Team der National Hockey League (NHL) aus den Vereinigten Staaten nach Europa zu verlegen. Dies jedoch konnte aufgrund des Regelwerkes der NHL nicht realisiert werden. Daraufhin wurde durch beide in Zusammenarbeit mit der Internationalen Eishockey-Föderation den Eishockey-Sport in Asien mit Hilfe von Spielern aus Skandinavien zu fördern. 2005 wurden die Nordic Vikings gegründet und erhielten noch im selben Jahr einen Startplatz in der Asia League Ice Hockey.
In ihrer ersten und einzigen ALIH-Saison 2005/06 unter Trainer Holmström erreichte die Mannschaft in der regulären Spielzeit den fünften Rang, schied aber in der ersten Runde der Play-offs nach 3:1 Spielen gegen die Ōji Eagles aus. In der Folge blieb der Club inaktiv, gründete aber 2013 wieder eine Mannschaft.
Im März 2014 sowie von März bis April 2015 bestritten die Nordic Vikings insgesamt sechs Spiele gegen die chinesische Eishockeynationalmannschaft, welche sie alle gewannen. 2014 gehörte der Club zu den Gründungsmitgliedern der China Bandy Federation, dem Nachfolgeverband des Chinesischen Eishockeyverbandes, der bis zu diesem Zeitpunkt den chinesischen Bandysport bei der Federation of International Bandy vertrat. Der ehemalige Trainer und Gründer der Vikings Per-Erik Holmström übernahm einen Vorstandsposten sowie einen Posten im Trainerstab der Nationalmannschaft.

## Saisonstatistik
Abkürzungen: Sp = Spiele, S = Siege, OTS = Siege nach Overtime, SOS = Siege nach Shootout, U = Unentschieden, SON = Niederlagen nach Shootout, OTN = Niederlagen nach Overtime, N = Niederlagen, ET = Erzielte Tore, GT = Gegentore, Pkt = Punkte
| Saison  | Sp | S  | OTS | SOS | U | SON | OTN | N  | ET  | GT  | Pkt | Platz    | Playoffs |
| ------- | -- | -- | --- | --- | - | --- | --- | -- | --- | --- | --- | -------- | -------- |
| 2005/06 | 38 | 20 | 2   | 0   | 1 | 0   | 0   | 15 | 129 | 108 | 65  | 5. Platz | 1. Runde |

## Bekannte ehemalige Spieler
- Jón Gíslason
- Daniel Ädel